# Walking City
Das Projekt Walking City entstand 1964 als Vision der britischen Archigram-Architektengruppe.

## Überblick
Federführend bei der Entwicklung, den Zeichnungen und Collagen dieses Projektes war hierbei Ron Herron. Der ursprüngliche Arbeitstitel „Cities: Moving“, der noch auf frühen Zeichnungen zu lesen ist, änderte sich erst nach der Veröffentlichung in „Walking City“, da viele Betrachter der Meinung waren, die roboterhaften Gebilde sähen aus, als könnten sie mit ihren Beinen „gehen“.
Inspiriert war Walking City unter anderem von der Theorie der intelligenten Wohnmaschine von Le Corbusier, die alle Bedürfnisse ihrer Bewohner auf komprimiertem Raum erfüllen sollte. Archigram ging einen Schritt weiter und entwickelte eine mobile Hülle, die an keinen festen Ort gebunden sein sollte, sondern sich immer dorthin bewegte, wo beispielsweise die Arbeitskraft ihrer jeweils etwa 20.000 Bewohner gebraucht wurde.
Dass Bauwerke von enormer Höhe und Größe „sich heiter und gelassen durch die Landschaft bewegen“ (Archigram) können, wurde bereits damals durch die mobilen Raketenabschussrampen-Konstruktionen von Cape Kennedy, die eine Höhe von vierzigstöckigen Bauten erreichten, bewiesen.
Im Kontext eines drohenden Atomkrieges während des Kalten Krieges schien das Konzept mobiler Städte eine sinnvolle Alternative zu sein, da ihr Standort variabel und somit ein schwereres Angriffsziel war. Auch ein Einsatz als mobile Auffanglager an Rändern zerstörter Städte schien vorstellbar.